# Elnur Hüseynov

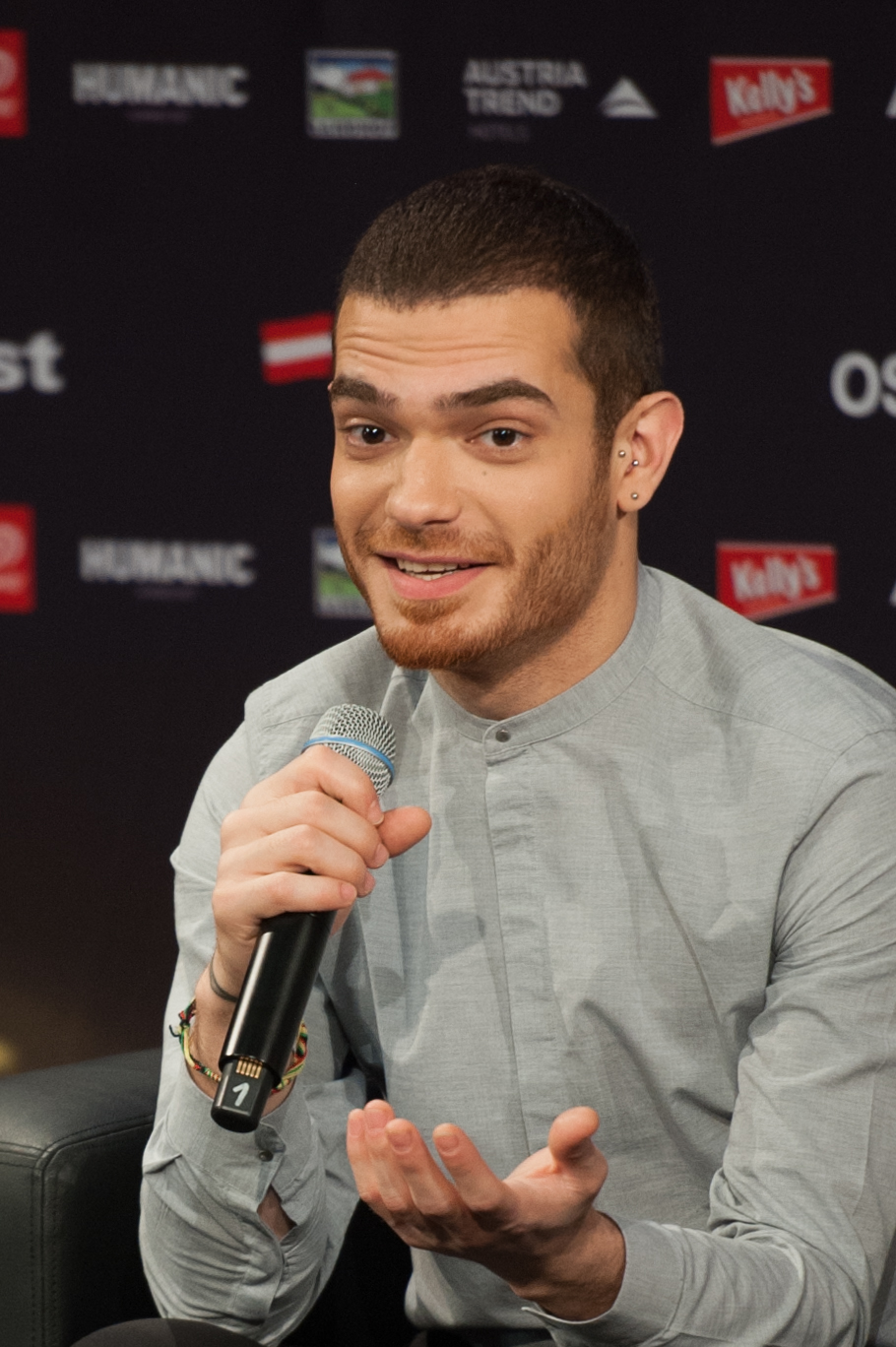
Elnur Hüseynov maj 2015.

Elnur Hüseynov, född 3 mars 1987 i Asjchabad, Sovjetunionen, är en azerisk sångare.
Redan som femåring började Hüseynov spela piano i en specialskola för begåvade unga. 1999 flyttade hans familj till Azerbajdzjans huvudstad Baku och han är sedan dess azerisk medborgare. Han har arbetat på State Opera och Ballet Theatre Of Azerbaijan. 2004 lämnade han dock musikutbildningen för att studera till stylist och hårfrisör.

## Eurovision Song Contest
Hüseynov representerade Azerbajdzjan i Eurovision Song Contest 2008 i Belgrad, Serbien. Med låten Day after day som han framförde tillsammans med Samir Javadzadeh, blev de båda Azerbajdzjans första representanter i tävlingen.
Elnur och Samir framträdde i den första av de två semifinalerna och tog sig därifrån vidare till finalen där det slutade på en åttonde plats.
Han representerade även Azerbajdzjan i Eurovision Song Contest 2015 i Wien, Österrike med låten Hour of the wolf.